# Сан-Джованні-Лупатото
Сан-Джованні-Лупатото (італ. San Giovanni Lupatoto, вен. San Giovanni Lupatoto) — муніципалітет в Італії, у регіоні Венето,  провінція Верона.
Сан-Джованні-Лупатото розташований на відстані близько 410 км на північ від Рима, 105 км на захід від Венеції, 7 км на південний схід від Верони.
Населення — 24 991 особа (2014).
Щорічний фестиваль відбувається 24 червня. Покровитель — святий Іван Хреститель.

## Демографія
Населення за роками:

Станом на 1 січня 2023 року в муніципалітеті офіційно проживало 2896 іноземців з 78 країн, серед них 1112 громадян країн Євросоюзу та 56 громадян України.

## Уродженці
- Джованні Баттістоні (*1910 — †1978) — італійський футболіст, півзахисник, згодом — футбольний тренер
- Гастоне Москін (1929—2017) — італійський актор театру кіно та телебачення.

## Сусідні муніципалітети
- Буттап'єтра
- Оппеано
- Сан-Мартіно-Буон-Альберго
- Верона
- Дзевіо